# 稀夕らら
稀夕 らら（きせき らら、1996年3月10日 - ）は、日本のAV女優。ロータス東京所属。

## 略歴・人物
東京都出身。2015年2月、アダルトビデオメーカーkawaii*の専属女優としてデビュー。

## 出演作品

### アダルトDVD
2015年
- 新人!kawaii*専属デビュ→ 大人め美少女☆発育途中の気まぐれFカップ18歳（2月25日、kawaii*）
- 天然発育えっちなカラダ 気まぐれFカップ美少女の120%セックchu♥（3月25日、kawaii*）
- kawaii* High School 学校でセックchu♥ キセキのハミ乳女子校生（4月25日、kawaii*）
- 夫婦で一緒に男湯へ! 究極の寝取られミッションで試される2人の絆! 自慢の巨乳妻が旦那の目の前で見知らぬ男性客と生ハメSEX出来たら100万円! 2 〜複数デカチ○ポ挿れっぱなし中出し合計12発!!〜 in箱根温泉（5月9日、ディープス）他出演:本田莉子、桜咲ひな、椎名結希
- ららの膣中で一緒にイって（5月25日、kawaii*）
- 美少女のパイチラが拝める大人気ガールズバー!（6月25日、kawaii*）共演:阿部乃みく、川村まや、なつめ愛莉
- レズ解禁☆美少女ふたりでエッチッチ!（7月25日、kawaii*）共演:菊池ひなの
- 仕事熱心と社内で評判のSOD女子社員6名を選抜! マジックミラー号 一般男性逆ナンパ研修 普段は真面目で仕事一辺倒な彼女達がオチンチンを目の前に興味津々! デカちん・早漏チ○ポ・連射チ○ポ まとめて20発発射させて研修終了!（9月24日、SODクリエイト）※「関美鶴」名義　他出演:桜木玲奈、観月智美、片桐栞、西川菜穂、井川真菜
- ららの軌跡☆ 稀夕らら 全作コンプリートだょ 8時間special（9月25日、kawaii*）※総集編
- 都内某相席居酒屋でヤリまくりコンパ!!（10月23日、S級素人）共演:白桃心奈、西口あられ、愛音くぅ、松浦ゆきな、月島遥花
- 巷のアカンJKを捕獲! 拘束してHな事しちゃいました!!（11月11日、DOC）※「さつき」名義　他出演:ありす、あゆみ、まな、あきほ、さやか、ちあき、あやの、真耶
- 朝、家事に忙しくてブラもつけていない近所の奥さんを見かけた僕は…（11月11日、DOC）他出演:名波ルナ、早川伊織
- ガチ本番!! 極上素人ナンパ即挿入!! in大宮（11月13日、S級素人）他出演:萩原美香、南なつき、酒井ももか、森はるら、月島遥花、彩城ゆりな、神戸らんか、裕木まゆ、一条リオン
- 女子大生限定! 徹底調査 友情VS性欲 男女の友達同士が密室に2人っきり! エローい雰囲気になるよう仕向けたら最高に燃え上がり遂に人生初のナマ中出しまでしちゃいました!（11月25日、ナンパJAPAN）他出演:鈴原エミリ、大島美緒、なごみ
- 文京区にある女教師が通う整体セラピー治療院 9（12月1日、変態紳士倶楽部）他出演:羽田璃子 ほか
- 不倫人間模様 五反田ラブホテル盗撮（12月1日、変態紳士倶楽部）他出演:羽田璃子、アメリア・イヤハート、早瀬ありす、夏希のあ
- リアル女友達3人組が仲良しデート後のレズSEXを自撮りしちゃいました!!（12月7日、ビビアン）他出演:星野ひびき、白石みお、阿部乃みく、聖菜アリサ、菊池ひなの
- メガ包茎チ●ポに興味津々の女子高生! 気弱な僕の家には包茎チ○ポを見たがるクラスの女子が無理矢理押し掛けて来る!しかも、予想以上に伸びる僕のメガ包茎を見た女子校生は面白がって触りまくり!触りまくられたら当然、勃起してしまい長い皮がズル剥け状態でメガチ○ポが露わに!!包茎からズル剥けメガチン勃起状態になるまでの一部始終を見た女子高生はパンツにシミができるほど興奮して…（12月10日、Hunter）他出演:名波ルナ、荻野舞、鈴原エミリ、篠宮ゆり、工藤美紗
- 焦らして焦らして契約をとる寸止め性保レディ 4（12月11日、BAZOOKA）他出演:西川ゆい、松本メイ、南梨央奈、水野すみれ
- ナンパJAPANの本気! プレミア素人ハンティング Vol.3（12月25日、ナンパJAPAN）他出演:大島美緒、福咲れん、なごみ、二宮ナナ、鈴原エミリ、浅倉あすか ほか

2016年
- おねだり美少女のエッチなご奉仕（1月1日、S-Cute）他出演:二宮ナナ、真野ゆりあ、花音しおり
- ミリタリー★エンジェル 中出しコスプレイヤー!（1月7日、Be Free）
- 美脚×競泳水着×パンスト眼鏡（1月8日、クリスタル映像）
- 近親相姦が当たり前の家庭に育った巨乳の私 小さい頃、養子として貰われた家庭は私以外男だらけ。家族と毎日エッチをするのが当たり前と教えられて育ちました…（1月19日、OPPAI）
- 下半身タッチNGのおっパブで体験入店の女子ばかりを言葉巧みにオトし本番中出しする悪徳客の実態を捉えた!（2月1日、変態紳士倶楽部）他出演:逢沢るる、倉田まお ほか
- 生中出し女子校生4時間 Special Selection Vol.6（2月12日、BAZOOKA）他出演:なつめ愛莉、彩城ゆりな、上杉玲奈、宮崎あや
- 出会い系で連れ込んだ巨乳素人に中出し隠し撮り、そのまま無許可でAV発売。 Vol.6（4月1日、Fitch）他出演:峰エリ ほか
- 気持ちいいSEXならイクらでも。 おねだり上手な眩しすぎる身体（5月1日、S-Cute）他出演:司ミコト、酒井ももか、大野美鈴

### イメージDVD
- 未満式アイドル撮影会『激シャ無理』（2015年1月1日、未満）